# George Pocock
George Pocock (ur. 6 marca 1706 w Berkshire, zm. 3 kwietnia 1792 w Londynie) – angielski admirał, uczestnik wojny o sukcesję austriacką i wojny siedmioletniej

## Życiorys
W 1747 roku George Pocock, dowodząc flotą w wojnie o sukcesję austriacką zdobył 40 pryzów z francuskiego konwoju w Indiach Zachodnich. Wyróżnił się w wojnie siedmioletniej toczonej w latach 1756 — 1763, gdy zdobył francuską faktorię Puducherry i Hawanę.
5 marca 1762 roku wyruszył z portu Portsmouth, dowodząc flotą składającą się z 19 liniowców i 10 tys. żołnierzy. Jego celem była Hawana, która z uwagi na fortyfikacje wzniesione przez Pedra Menendeza de Avilesa w XVI wieku była uważana za niezdobytą. Stanowiła klucz do zdobycia hiszpańskich kolonii w Ameryce. Pocock poprowadził flotę przez Wyspy Bahama; z początkiem czerwca wysadził wojska koło Hawany i zaatakował ją od strony lądu. Po 40 dniach - 10 sierpnia 1762 roku - Hawana skapitulowała. Anglicy zdobyli dwanaście liniowców i łupy oszacowane na trzy miliony funtów. Po upadku Hawany Hiszpania zawarła pokój z Anglią, odzyskała Hawanę i Kubę za Florydę i zgodziła się na istnienie angielskich osiedli w Brazylii.